# فورد پوما
فورد پوما (Ford Puma) خودرویی است که در سال‌های ۱۹۹۷ تا ۲۰۰۱در آلمان تولید شده‌است. طراحی آن خودروهای موتور جلو-محور جلو بوده است. سیستم جعبه‌دندهٔ آن به صورت دستی است.